# 攀那帕·汉素津
攀那帕·汉素津（1997年9月14日—），泰国女子跆拳道运动员，2017年亞洲室內暨武藝運動會女子53公斤级银牌得主、2019年世界跆拳道锦标赛女子53公斤级金牌得主、2022年亚洲运动会女子57公斤级铜牌得主。